# Santa Justa (Lisboa)
Santa Justa é uma parte da cidade e antiga freguesia portuguesa do concelho de Lisboa, com 0,25 km² de área e 891 habitantes (2011). Densidade: 3 564 hab/km².
Era uma das 20 freguesias de Portugal com menor extensão territorial.
Como consequência de uma reorganização administrativa, oficializada a 8 de novembro de 2012 e que entrou em vigor após as eleições autárquicas de 2013, passando o seu território quase integralmente para a nova freguesia de Santa Maria Maior, com apenas uma pequena parte anexada à nova freguesia da Misericórdia.
Era a freguesia das grandes praças da Baixa de Lisboa, desde a Praça dos Restauradores ao Largo de Martim Moniz, passando pelo Rossio, Largo de São Domingos e Praça da Figueira. Apesar do nome, o Elevador de Santa Justa ficava já situado na também extinta vizinha freguesia de São Nicolau.

## População
★ No censo de 1864 pertencia ao Bairro do Rossio. Por decreto de 18/10/1913 tinha passado a designar-se Restauradores. A designação actual e os seus limites foram fixados pelo decreto-lei nº 42.142, de 07/02/1959

 Grupos etários em 2001 e 2011			

| Nº de habitantes | Nº de habitantes | Nº de habitantes | Nº de habitantes | Nº de habitantes | Nº de habitantes | Nº de habitantes | Nº de habitantes | Nº de habitantes | Nº de habitantes | Nº de habitantes | Nº de habitantes | Nº de habitantes | Nº de habitantes | Nº de habitantes | Nº de habitantes |
| ---------------- | ---------------- | ---------------- | ---------------- | ---------------- | ---------------- | ---------------- | ---------------- | ---------------- | ---------------- | ---------------- | ---------------- | ---------------- | ---------------- | ---------------- | ---------------- |
| 1864             | 1878             | 1890             | 1900             | 1911             | 1920             | 1930             | 1940             | 1950             | 1960             | 1970             | 1981             | 1991             | 2001             | 2011             |                  |
| 5536             | 5266             | 5787             | 6179             | 6706             | 5962             | 5456             | 4781             | 3714             | 4300             | 2733             | 2260             | 1152             | 700              | 891              |                  |
|                  | -5%              | +10%             | +7%              | +9%              | -11%             | -8%              | -12%             | -22%             | +16%             | -36%             | -17%             | -49%             | -39%             | +27%             |                  |

|     | 0-14 anos | 15-24 anos | 25-64 anos | 65 e + anos |
| Hab | 51 \| 83  | 84 \| 98   | 338 \| 551 | 227 \| 159  |
| Var | +63%      | +17%       | +63%       | -30%        |

## Património
- Palácio dos Condes de Almada ou Palácio da Independência e padrões comemorativos da conjura de 1640
- Igreja de Santo Antão-o-Novo (capela do hospital) incluindo Antiga Sacristia da Igreja de Santo Antão-o-Novo
- Igreja de São Domingos (Santa Justa)
- Cine-Teatro Politeama
- Palácio Alverca ou Casa do Alentejo
- Cineteatro Éden ou Éden-Teatro
- Palácio Foz ou Palácio Castelo Melhor
- Hotel Avenida Palace
- Edifício na rua do Benformoso, n.ºs 101 a 103
- Garagem Liz
- Chafariz do Desterro ou Chafariz do Intendente
- Edifício da Estação de Caminhos de Ferro do Rossio ou Estação do Rossio
- Baixa Pombalina ou Baixa
- Teatro Nacional de D. Maria II
- Edifício na rua da Palma, n.º 1 a 15
- Edifício na rua da Palma, n.º 17 a 29
- Capela de Nossa Senhora da Saúde de Santa Justa ou Capela de São Sebastião da Mouraria
- 2 Edifícios na Calçada do Desterro, n.ºs 13 a 13- A / Conjunto de dois edifícios situados na Calçada do Desterro, no Pátio da Bica, 11 - D, e na Calçada do Desterro, 13 a 13 - B

## Arruamentos
A freguesia de Santa Justa continha 47 arruamentos. Eram eles:
| - Beco da Barbadela - Beco de São Luís da Pena - Beco do Benformoso - Calçada da Glória - Calçada do Carmo - Calçada do Desterro - Calçada do Duque - Calçada do Garcia - Calçada do Jogo da Pela - Escadinhas da Barroca - Largo de São Domingos - Largo do Regedor - Poço do Borratém - Praça D. Pedro IV (Rossio) - Praça da Figueira - Praça Dom João da Câmara | - Praça dos Restauradores - Praça Martim Moniz - Rua da Betesga - Rua da Mouraria - Rua da Palma - Rua das Portas de Santo Antão - Rua de Barros Queirós - Rua de São Lázaro - Rua do Amparo - Rua do Arco da Graça - Rua do Arco do Marquês de Alegrete - Rua do Benformoso - Rua do Desterro - Rua do Jardim do Regedor - Rua Dom Antão de Almada - Rua Dom Duarte | - Rua dos Condes - Rua dos Condes de Monsanto - Rua Fernandes da Fonseca - Rua João das Regras - Rua José António Serrano - Rua Nova do Desterro - Rua Primeiro de Dezembro - Travessa da Palma - Travessa de Santo Antão - Travessa do Arco da Graça - Travessa do Benformoso - Travessa do Desterro - Travessa do Forno - Travessa do Socorro - Travessa Nova de São Domingos |